# 北本秀樹
北本 秀樹（きたもと ひでき、1954年1月22日 - ）は北海道札幌市出身のチェリスト。現在サイトウ・キネン・オーケストラのメンバーである。
1969年に桐朋学園高等学校に入学、チェロを青木十良に、室内楽を斎藤秀雄に師事した。その後桐朋学園大学のディプロマコースを経て1973年に第42回日本音楽コンクール・チェロ部門で第2位となった。1975年に東京フィルハーモニー交響楽団に入団、1977年にはジュリアード音楽院に文化庁の海外派遣研究生として派遣された。1980年の第15回民音室内楽コンクールで優勝した。
1984年3月16日に新宿文化センターで行った下山一二三の作曲したWAVEの演奏は朝日新聞で絶賛された。
1988年に香港で行われた第12回アジア芸術祭に出場、1994年にチューリッヒ室内管弦楽団が来日した際にソリストを務めた。
1996年に21年間首席奏者を務めた東京フィルハーモニーを退団している。
2003年に事故に遭い当初同年6月に予定されていた岡山潔、服部芳子、川崎和憲との弦楽四重奏コンサートが11月に延期された。
現在、桐朋学園大学、桐朋芸術短期大学、日本大学、山形大学、洗足学園音楽大学において講師をつとめる。